# Сикорский, Вилен Владимирович
Виле́н Влади́мирович Сико́рский (род. 27 марта 1932, Одесса, Украинская ССР, СССР) — советский и российский востоковед-индонезист, филолог, переводчик, преподаватель.

## Биография
В 1957 г. окончил МГИМО МИД СССР. Кандидат филологических наук (1963 — диссертация «К проблеме формирования современной индонезийской литературы»). В 1957—1980 гг. преподавал индонезийский язык и литературу в Военном институте иностранных языков. В 1964—1965 гг. работал в Индонезии директором культурного центра СССР (Джакарта и Сурабая). С 1981 г. — заведующий кафедрой азиатских и африканских языков Высших языковых курсов МИД СССР (России). Профессор. В 1961—1965 гг. по совместительству читал курс индонезийской литературы в Институте восточных языков при МГУ имени М. В. Ломоносова, а в 1968—1972 работал редактором издательства «Советская энциклопедия». Президент общества «Нусантара», вице-президент Общества сотрудничества и дружбы с Индонезией. Действительный член Академии Всемирной энциклопедии путешествий.
Опубликовал более 150 научных книг и статей на русском, индонезийском, малайском и английском языках.

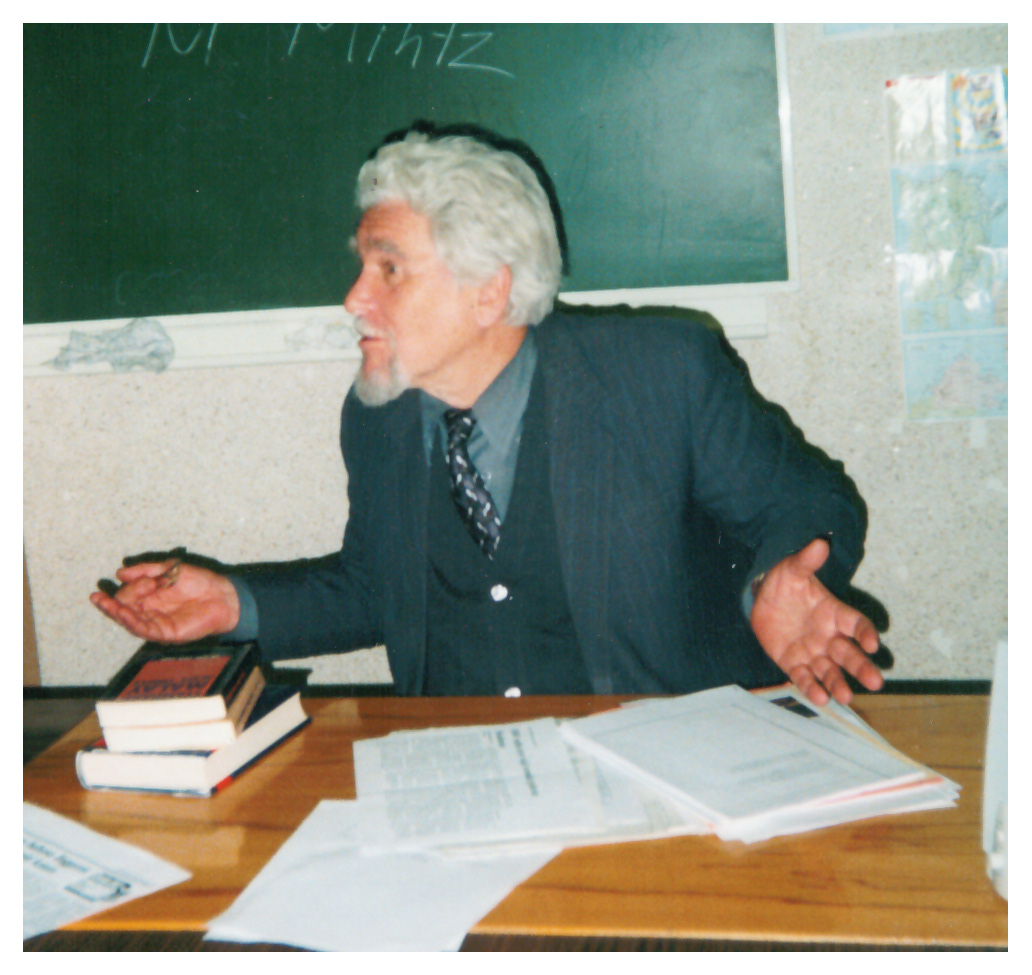
В.В. Сикорский на заседании Общества Нусантара 3 октября 2002 г.

## Награды
- Премия «Прима Комексиндо»

## Основные научные труды[5]
1. Современная Индонезия, М.-Л.: ИЛ., 1955 // Советское востоковедение, 1956, № 2, с.175-176. (Рецензия)
2. Беклешов Д. В., Индонезия: Экономика и внешняя торговля, М., Внешторгиздат, 1956 // Народы Азии и Африки, 1958, № 1, с. 129—131. (Рецензия)
3. Становление современной индонезийской литературы // Вестник истории мировой культуры. — 1959. — № 6. — С. 45—64.
4. Литература независимой Индонезии // Республика Индонезия: 1945—1960. Сборник статей, М.: Наука, 1961, с. 324—247.
5. Ленин и индонезийская литература // Народы Азии и Африки. — 1962. — № 2. — С. 130—134.
6. Поэты Индонезии за мир и свободу // Сибирские огни. — 1962. — № 9.
7. К вопросу об истории становления современной индонезийской литературы. Автореферат диссертация на соискание ученой степени кандидата филологических наук. М.: Институт народов Азии АН СССР, М., 1962, стр.
8. К вопросу об истории становления современной индонезийской литературы. Диссертация на соискание ученой степени кандидата филологических наук. М.: Институт народов Азии АН СССР, 1962, 260 стр.
9. Голоса трех тысяч островов. Стихи индонезийских поэтов, М.: ИЛ, 1963, с. 5-14, 309—113. (Предисловие, персоналии и комментарий).
10. Писатель и его роман (предисловие) // Армейн Пане, Оковы. Роман. Перевод с индонезийского. М.: ХЛ, 1964, с. 5-14.
11. Индонезия. (Разделы о культуре и литературе) // Советская историческая энциклопедия, т. 5, М., 1964, с. 935—945.
12. Индонезийская литература. Краткий очерк. — М.: Наука, 1965. — 167 стр с.
13. Молодые поэты Индонезии, М.: Молодая Гвардия, 1965, с. 3-8, 125—130. (Составление, предисловие и комментарий)
14. Цветы далеких берегов. Лирика индонезийских поэтов, М.: ХЛ, 1966, с. 267—281. (Составление, комментарий)
15. Индонезийская литература // Краткая литературная энциклопедия, т. 3, М., 1967, с. 142—146.
16. Индонезийский язык // Краткая литературная энциклопедия, т. 3, М., 1967, с. 146—147. (Совместно с Г. А. Давыдовой)
17. «Вестерли». Ежеквартальный журнал. Специальный выпуск: Индонезия. (Westerly. A Quarterly Review. Special Issue: Indonesia. October 1966) // Народы Азии и Африки. 1969, № 3, с. 199—201. (Рецензия)
18. Влияние ленинских идей на освободительной движение и литературу Индонезии // Ленинизм — вечно живое интернациональное учение. М.: ВИИЯ, 1970, с. 337—352..
19. Просвещение, просветительство и литература Индонезии // Труды межвузовской научной конференции по истории литературы зарубежного Востока М.: МГУ, 1970, с. 150—160.
20. Влияние марксистских идей на творчество индонезийских писателей 10-20-х гг. XX в. // Народы Азии и Африки, 1970, № 5, с. 107—113.
21. Сквозь мрак к свету: Выдающаяся индонезийская просветительница конца XIX начала XX в. Раден Адженг Картики // Просветительство в литературах Востока, М.: Наука, 1973, с. 203—225.
22. Малайзия. Литература // БСЭ, т. 15. М. 1974, с. 800—802.
23. Малайская литература // БСЭ, т. 15, М; 1974, с. 803—805.
24. Яванская литература // Краткая литературная энциклопедия, т. 8, М., 1975, с. 1033—1035.
25. Литература Индонезии и Малайзии: Яванская литература (Мпу Канва, Прапанча, Тантулар, «Чалон Аранг», «Танту Пангеларан», «Даммар Вулан», «Панджи Ангрени», «Проночито», Ронговарсито, Йосовидагдо); Сунданская литература (Легенда о Санг Курианге, «Мундинг Лайя Ди Кусумах», Мохаммад Амбри, Мемед Састрахади-правира); Индонезийская литература (Марко Картодикромо, Раден Адженг Картини, Абдул Муис, Мохаммад Ямин, Адинегоро, Сануси Пане, Амир Хамзах, Хайрил Анвар) // Основные произведения художественной литературы. Литература стран Востока. М., Книга, 1975, с. 209—222, 229—237.
26. Современная индонезийская поэзия // Современная художественная литература за рубежом, 1977, № 5, с. 59-62.
27. Ситор Ситуморанг // Ситор Ситуморанг. Библиографический указатель. М.: ВГБИЛ, 1977, с. 5-17. (Вводная статья)
28. I. Rahmah Bujang. Sejarah perkembangan drama Bangsawan di Tanah Melayu dan Singapura. Kuala Lumpur: DBP, 1975. (Рахмах Буджанг. История развития драмы бангсаван в Малайе и Сингапуре). II. Mustapha Kamil Yassin. The Malay «Bangsawan» — In: Traditional Drama and Musik of Southeast Asia. Kuala Lumpur: DBP, 1974, pp. 143—153. (Мустафа Камил Яссин. Малайский театр "Бангсаван) // Народы Азии и Африки, 1977, № 5, с. 241—245. (Рецензия)
29. [Персоналии по индонезийской литературе для Краткой литературной энциклопедии] Абдул Муис, Адинегоро, Алишахбана, Амир Хамзах, Ардан, Армайн Пане, Асмарахаади, Асрул Сани, Балфас Бандахаро, Виспи, Дайо, Дхарта, Ирдус, Интойо, Искандр, Картини, Касим, Кирджомульо, Марах Русли, Утуй Татанг Сонтани, Хайрил Анвар, Хамка, Буше, Рендра, Росиди, Симатунанг, Тисна // КЛЭ, тт. 1-9, М., 1962—1978.
30. [Персоналии по малайзийской литературе для Краткой литературной энциклопедии] Абдуллахбин Абдулкадир Мунши, Али Хаджи, Арена Вати, Самад Саид, Самад Исмаил, Исхак Хаджи Мухаммад, Талу, Усман Аванг, Шахнон Ахмад // КЛЭ, тт. 1-9, М., 1962—1978
31. [Персоналии по яванской и сундакской литературе для Краткой литературной энциклопедии] Амбри, Адипарва, Муса, Параратон // КЛЭ, тт. 1-7.
32. [Термины для Краткой литературной энциклопедии] Балэй Пустака, Библиотека Яваника, Кави, Какавин, Мачапат, Лекра, Пантун // КЛЭ, тт. 1, 3, 4, 5.
33. Творчество индонезийского писателя Утуя Татанга Сонтани // Утуй Татанг Сонтани, Библиографический указатель. М.: ВГБИЛ, 1977, с. 5-35.
34. Истоки и специфические черты индонезийского традиционного театра // Театр и драматургия в Индонезии. Библиографический указатель М.: ВГБИЛ, 1982, с. 5-22.
35. О так называемой китайско-индонезийской литературе // Региональная и историческая адаптация культур в Юго-Восточной Азии. М.: Московский филиал Георгиевского общества СССР, 1982, с. 92-117.
36. Прамудья Ананта Тур. Земля людей (Toer, Pramoedya Ananta. Bumi manusia Jakarta-Amsterdam: Hasta Mitra, 1980). Сын всех народов (Toer, Pramoedya Ananta. Anak semua bangsa. Jakarta-Amsterdam: Hasta Mitra, 1980) // Современная художественная литература за рубежом 1982, № 2, с. 32-37. (Рецензия)
37. Прамударья Ананта Тур. Семья партизан. Перевод с индонезийского // Литературное обозрение, 1982, № 2, с. 82-83. (Рецензия)
38. Литература. Театр. Кинематограф. // Индонезия. Справочник. М.: Наука, 1983, с. 326—369.
39. О творческом пути Прамудьи Ананты Тура и его романе «Мир человеческий» // П. А. Тур, Мир человеческий, перевод с индонезийского, М., Радуга, 1986, с. 5-18.
40. Индонезийская литература. Малайзийская литература. Малайская литература. Яванская литература. [Термины и персоналии по индонезийской, малайской и яванской литературам] // Литературный энциклопедический словарь. М.: Советская энциклопедия, 1987. С. 126, 127, 207, 232, 204 и др.
41. Термины по разделам фольклор и литература народов Индонезии // Коригодский Р. Н. и др. Большой индонезийско-русский словарь, тт. 1-2, М. 1990.
42. Литература Индонезийского архипелага и Малаккского полуострова // История всемирной литературы, т. УП. М.: Наука, 1991, с. 653—655.
43. Литература Индонезийского архипелага и Малаккского полуострова // История всемирной литературы, т. УIII. М.: Наука, 1994. 651—654.
44. Сентиментальное путешествие в XXI век // Сингапур — перекресток малайского мира (Малайско-индонезийские исследования. Вып. XII). М.: Красная гора, 1996, c. 82-87.
45. Человек из легенды // Человек из легенды. К 150-летию со дня рождения Н. Н. Миклухо-Маклая. Малайско-индонезийские исследованияб VIII. М.: Красная гора, 1997, с. 4-7.
46. «Обществу „Нусантара“ — 5 лет» — «Восток». N3, 1997, с. 159—160 (совместно с Погадаевым В. А.)
47. [Предисловие] // Рендра. Стансы, баллады, псалмы, памфлеты и другие песни. Перевод с индонезийского и оформление Вил. Сикорского. М.: Гуманитарий, 2000, 82 стр.
48. К проблеме дивергенции взаимопонимаемых стандартных языков под воздействием социально-политических обстоятельств на примере индонезийского и малайзийского/малайского языков // Методический бюллетень № 16. Высшие курсы иностранных языков МИД России М., 2003, с. 153—163.
49. Путь в науку: К биографии Б. Б. Парникеля // Малайско-индонезийские исследования, вып. XVI. Сборник статей в память Б. Б. Парникеля). М.: Общество «Нусантара», 2004, с. 8-16.
50. Мой друг Асрул Сани [о жизни и творчестве индонезийского писателя Асрула Сани] // Малайско-индонезийские Исследования. Вып. XVI. М.: Общество «Нусантара», 2004, с. 226—236.
51. Малайский (малайзийский) и индонезийский языки: одинаковы или различны // Тезисы докладов российско-индонезийского семинара. М.-СПб: СПбГУ, 2007, с. 37-40.
52. Жизнь долга, если она полна: О словарях, переводах и иных трудах Виктора Погадаева // Международная жизнь, 2010, № 10, с. 114—121
53. О литературе и культуре Индонезии: избранные работы / В. В. Сикорский; [отв. ред. А. К. Оглоблин]; Центр АСЕАН МГИМО МИД России, Высш. курсы иностр. яз. МИД России, О-во «Нусантара» ИСАА МГУ им. М. В. Ломоносова. М.: Экон-Информ, 2014. — 493 с. ISBN 978-5-9905959-5-8.

## На английском, индонезийском и малайском языках
1. Ulasan (Dr. V.V.Sikorskij) mengenai Bangsawan di dalam majalah «Narodi Asii i Afriki», No. 5, Moscow, 1977, m.s. 142—146 // Catatan Jababan Pengajian Melayu University Malaya/ Kuala Lumpur, 25 April, 1977, №. 112, 1-6 m.s [перевод на мал. яз № 29]
2. Bangsawan menurut pandangan Dr. V.V.Sikorskij // Dewan Sastera. Kuala Lumpur, 1978, №. 9, m.s. 54-56. [Перевод на мал. яз № 29]
3. Some additional remarks on the antecedents of modern Indonesian literature // BKI, 1980, deel 136, 4-e afl., p. 448—516. [Дополнительные сведения о предшественниках современной индонезийской литературы — англ. яз.]
4. Malasian language and literature in the USSR // Berita Soviet, Kuala Lumpur, 1987, 47-48 m.s. [Малайзийский язык и литература в СССР — мал. яз.]
5. Sajak-sajak Alexander S. Pushkin dalam terjemakan autentik // Dewan Sastera. Kuala Lumpur, 1988, №. 5, m.s. 88-90. [Стихотворения А. С. Пушкина в аутентичных переводах — мал. яз. (О принципах и возможностях поэтического перевода)]
6. Anna Ahhmatova penyair wanita Rusia yang terkemuka // Dewan Sastera. Kuala Lumpur, 1988, №. 9, m.s. 91-92. (Анна Ахматова — выдающаяся русская поэтесса. мал. яз. (О принципах и возможностях поэтического перевода)
7. Genap 20 tahun «Malay-Indonesian Reading» di Moskow // Dewan Budaya, Kuala Lumpur, 1988, No, 1, m.s. 30-31 [20 лет Малайско-индонезийским чтениям в Москве мал яз.]
8. Secercah korelasi mengenai terjemahan karya Alexander Blok dan terjemahan puisi pada umumnya // Horison, 1991, № 3, h. 77-84. [О некоторых неточностях в переводе произведений Александра Блока и особенностях поэтического перевода вообще индонез. яз.]
9. A.S. Pusykin dan Anna Akhmatova. Sajak-sajak dalam terjemahan W.V.Sikorsky // Horison, 1991, № 7, h. 334—336. [Вариант № 56, 57 — индонез. яз.]
10. Wordsworth dari Singapura (puisi Mohamed Latif Mohamed) // Kongres Bahasa Melayu Sedunia (World Congress on Malay Language), 21 −25 August 1995, v. II. Kuala Lumpur:DBP, m.s. 542—550. [Вордсворд из Сингапура: творчество Латифа Мохаммеда — англ. яз ]
11. Cultural roots of Indonesian national unity — Культурные корни государственного единства Индонезии // Индонезийский и малайский мир во втором тысячелетии: Основные вехи развития. М.: Гуманитарий/Нусантара, 2000, стр. 16-22. англ. яз.
12. Novel «Kebangkitan» dalam jajaran Karya Leo Tolstoi (Pengantar) // Leo Tolstoi, Kebangkitan. Jakarta: Gramedra, 2005, hal VII—XVIII. [Место романа «Воскресенье» в творчестве Л. Н. Толстого — индонез. яз. (Вводная статья к переводу на индонезийский язык романа Л. Н. Толстого «Воскресенье»].
13. Language divergence under sociopolitical pressure: A case of Indonesian and Malay languages // Малайско-индонезийские исследования, вып. XVII. М., Академия гуманитарных исследований, 2006, с. 144—157. [Расхождение в близких языках под воздействием социополитических обстоятельств на примере индонезийского и малайского языков — англ. яз.]
14. The Concept of World Literature in Soviet-Russion Literature. // Refiding the Concept of World Literature. International Seminar Julay 19-20, 2000. Departament of Literature Faculty of Humanities University of Indonesia. P. 83-85. [Тезисы пленарного доклада]
15. Novel Leo Tolstoi yang banyak dibaca di dunia (Pengantar) // Leo Tolstoi, Anna Karenina, jil I. Jakarta: Gramedia, 2007, hal IX—XIX. [Самый читаемый в мире роман Льва Толстого — вступление к переводу на индонезийский язык романа Л. Н. Толстого «Анна Каренина»]
16. On Translation of Russian Literature in Indonesia and Influence of Russian Literature on Indonesian Writers // Conference Book. East-West Encounters, 18-19 February 2009. , 18-19 February 2009. Yogyakarta: Universitas Sanata Dharma, p. iv, 38-39. [Abstract]
17. On Translation and the Influence of Russian Literature in Indonesia // The 2nd RAFIL International Conference (Reading Asia, Foirging Identities in East-West Encounters) 18-19 February 2009. Proceedings Departament of English Sanata Dharma University. 2009, Yogyakarta: Universitas Sanata Dharma, p.413-417.
18. Life is long when it is full: About dictionaries, translations and other works by Victor Pogadaev // International Affairs. Special Issue Russia-ASEAN — 2010. P. 148—156.

## Учебные пособия по индонезийскому языку
1. Учебник индонезийского языка. Уроки1-30) // Выпуски 1-8. М.: ВИИЯ, 1961-62, 464 стр. [Выпуски 3-8 совместно с Л. Луковской]
2. Пособие по индонезийскому языку для 2 курса //М.: ВИИЯ, 1964, 168 стр.
3. Учебное пособие по индонезийскому языку для старших курсов // М.: ВИИЯ, 1966, 240 стр. — То же, изд. 2, расширенное и дополненное. 1967, 268 стр.
4. Формирование современной ин донезийской литературы (Pembentukan kesusastraan modern Indonesia. Учебное пособие. М.: Военный институт иностранных языков, 1970, 83 стр. [На индонезийском языке]
5. Современный малайский язык. Учебное пособие. М: ВИИЯ, 1967, 158 стр. [Совместно с А. Дмитриевым]
6. Хрестоматия по малайской литературе, ч. 1. М.: ВИИЯ, 1968, 92 стр.

## Составление антологий
1. Голоса трех тысяч островов. Стихи индонезийских поэтов. М., Издательство иностранной литературы, 1963, 320 с.
2. Цветы далеких берегов. М., Художественная литература, 1966, 288 стр.
3. Молодые поэты Индонезии. М., Молодая гвардия, 1965, 134 стр.

## Научное редактирование
1. Краткая литературная энциклопедия (материалы по странам Востока) тт.6 и 7 // М.: Издательство Советской энциклопедии, 1970, 1972 (40 п.л.).
2. Утуй Татанг Сонтани. Библиографический указатель//М.: ВГБИЛ, 1977, 61 стр. (5 п.л.)
3. Ситор Ситуморанг. Библиографический указатель //М.: ВГБИЛ., 1977, 67 стр. (5,2 п.л.)
4. Театр и драматургия в Индонезии. Библиографический указатель // М.: 1982, 86 стр. (7 п.л.)
5. Парникель Б. Б. Введение в литературную историю Нусантары, IX—XIX вв. М.: Наука, 1980, 244 с. (12 п.л.)
6. Погадаев В. А. Русско-индонезийский тематический словарь (Kamus Kata Tematik Bahasa Rusia-Indonesia). Около 14 000 слов и выражений. М: Ключ-С, 2020, 160 с. ISBN 978-5-6043705-4-7

## Оппонирование кандидатских диссертаций
1. Смурова Н. М. Творчество писателей Общества народной культуры (Индонезия). Филологические науки. М.: ИВЯ МГУ, 1969.
2. Болдырева М. А. Поэтическое творчество индонезийских поэтов XX в. Амира Хамзаха и Хэйрила Анвара. Филологические науки. М.: ИВАН, 1969.
3. Горяева Л. В. Жанры «хикайят» и «черита пенглапур Лара» в малайской классической словесности. Филологические науки. М.: ИВАН, 1974.
4. Соломоник И. Н. Поэтика выразительных средств «ваянг-пурво». Филологические науки. М.: ИВАН, 1979
5. Кукушкина Е. С. Неотрадиционализм в современной индонезийской поэзии. Филологические науки. М.: ИВАН, 1990.

## Переводы
1. Бунг Индрикх, Мысли праведника (Pikirannya orang baik); Рустам Эфенди, Отрывок из пьесы в стихах «Бебасари» («Bebasapi»); Сануси Пане, По воле волн (Dibawa gelombang), Храм Мендут (Candi Mendut), Судьба (Nasib), Амир Хамзах, снова Тебе (PadaMu jua); Асмара Хади, Фантазия (Fantasi); Пане, Армейн, Я — рабочий (Aku buruh); Хаирил Анвар, Краванг-Бекаси (Krawang-Bekasi); Диана, Славный день (Hari raya) // В. Сикорский, Индонезийская литература. Краткий очерк. М.: Наука, 1965, с. 37; 85; 88-91; 101; 105; 116; 120.
2. Анантагуна, Последний бой; Кусалах Субагио Тур, Весна; Сосроданокусума, Хади, Свобода // Молодые поэты Индонезии. М.: Молодая Гвардия, 1965. с. 28, 61, 110. [Стихотворения]
3. Утуй Татанг Сонтани. Клоун; Ночной патруль (рассказ) // При лунном свете. Новеллы писателей Индонезии. М.: Наука, 1970, с. 118—126. [Совместно с Е. Владимировой]
4. Аип Росиди, Порабола; Субагио Састровардойо, И Адам спустился с небес.., Слова, Генезис творчества, Городской пейзаж, Хвала утру // Под небом Нусантары: Слово об Индонезии. М.: Молодая Гвардия, 1985, стр. 109, 117. [Стихотворения]
5. Утуй Татанг Сонтани, Колот-колоток // Современная индонезийская проза. 70-е годы. М. Радуга, 1988, стр. 403—448. [Повесть]
6. Рендра В. С., [Избранное: подборка из 31 стихотворения] // Рендра. Стансы, баллады, псалм, памфлеты и другие песни. Перевод с индонезийского. М.: Гуманитарий, 2000, 82, с. 13-78.
7. Рендра В. С., Вася, ах, Вася // Нусантара. Юго-Восточная Азия, вып. 3. СПб: Фонд Восточной культуры, 2002, с. 99-103. [Рассказ]